# Poutine (Nice)
Ne doit pas être confondu avec Poutine (plat).

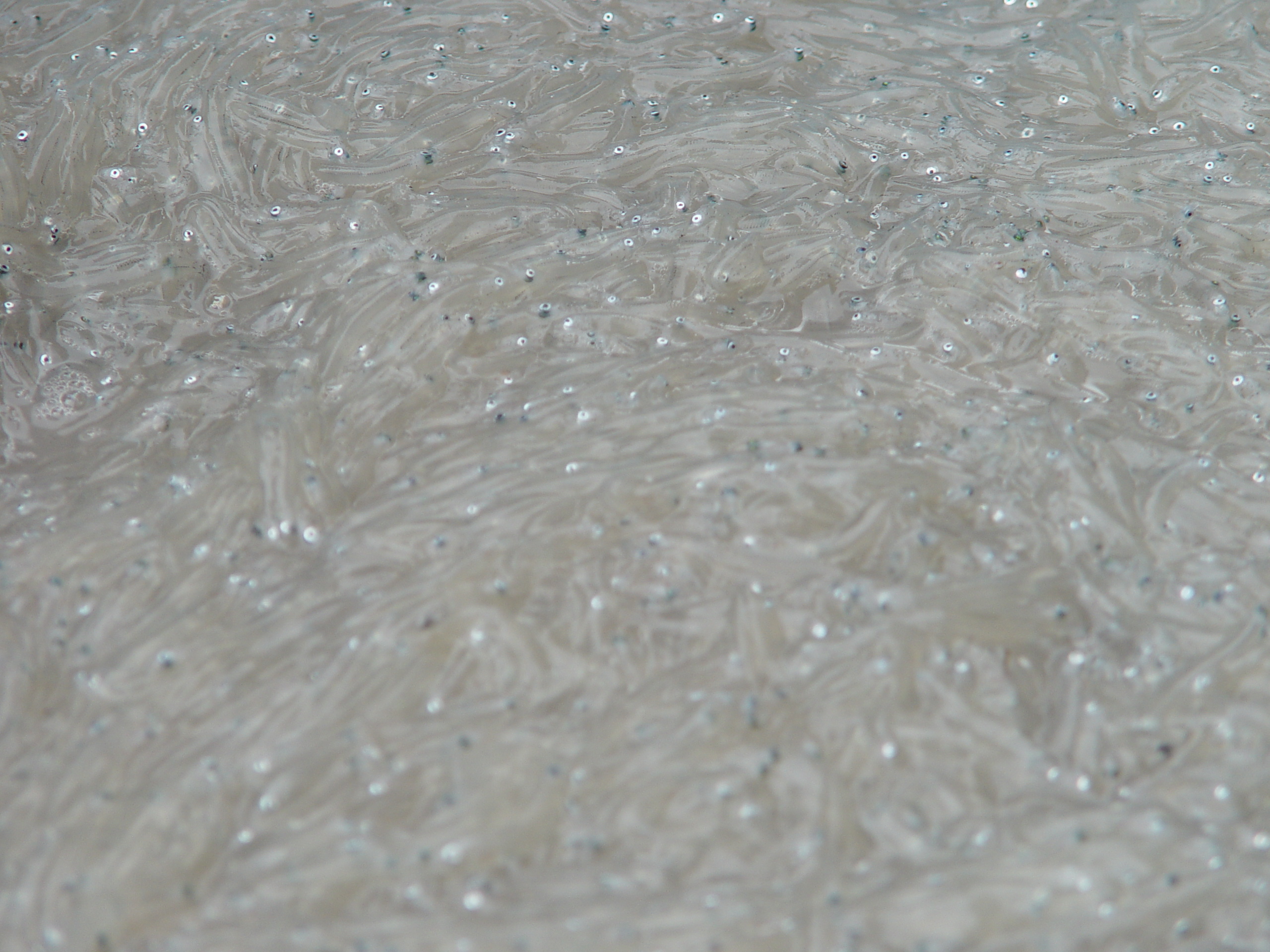
La poutine ou nonnat.

La poutine (poutina en niçois) est le nom vernaculaire utilisé dans la région niçoise, pour désigner des alevins de poisson, particulièrement Sardina pilchardus et Engraulidae encrasicolus. 

En 1810, Antoine Risso identifiait un alevin de poisson, pêché dans les eaux niçoises, comme étant celui d’Aphia minuta et lui donnait le nom de « nonnat ».

La poutine ou nonnat n’est pas non plus le seul format de sardines ou d’anchois pêché, consommé et vendu sur le littoral maritime. En 1947, le premier lexique bilingue français-niçois traduisait les différentes étapes de croissance de la sardine depuis sa naissance ; Poutina, rafaneta, pataieta, palaia et sardina.

## La pêche à la poutine
La pêche à la poutine se pratique avec une senne à mailles serrées, technique de pêche appelée aussi issaugue. C'est une pêche traditionnelle qui se pratique depuis des siècles sur le littoral niçois et la Riviera italienne. 

Au début du XVIIe siècle, les autorités locales s’inquiétaient et imputaient la raréfaction du poisson sur le marché niçois à l’étroitesse des filets utilisés par les pêcheurs à la sardine de tout âge : « Depuis quelques années, disent les consuls le 20 juin 1718, les pêcheurs ont introduit  des filets et engins qu’ils n’utilisaient pas auparavant, de sorte que l’on ne retire plus de profit habituel de la pêche abondante de l’anchois de fond, mais on prend plus que des petits avec les filets aux mailles de plus en plus serrées. » Après avoir informé le gouverneur, les consuls interdisaient l’usage de filets de plus de 18  à   20 trous à l’empan. 

Cependant cette interdiction était plus ou moins bien observée et l’exploitation des ressources de la pêche demeurait très fluctuante. 
Emmanuel Fodéré raconte que la pêche à la sardine était si abondante en 1787, qu’on prit dix mille rups[réf. souhaitée] de ces poissons dans une seule matinée. Et, en 1803 lors de son voyage à Nice, il constate de visu, que les étals de poissonneries sont réduits souvent à des nonats, tous transparents à travers desquels on voit tout le système de circulation.

Actuellement (2007), cette activité halieutique est réglementée par la Commission pêche du Parlement européen qui autorise cette pêche avec une maille de filet normalisée et à une date de prélèvement bien précise, habituellement du 15 janvier au 15 mars.
Aujourd'hui, le fruit de la pêche est souvent vendu, à peine le filet tiré hors de l’eau, plusieurs dizaines d’euros le kilogramme. 

Il y a encore une cinquantaine d’années, l’arrivée de la poutine produisait toujours une certaine effervescence aux carrefours des principales rues niçoises. Les poissonnières avec leur charrette à bras emplie de poutine interpellaient le chaland en clamant haut et fort : « A la bella poutina ! A la bella poutina ! » 
Et leur gouaille toute méridionale résonnait, bien souvent,  au-delà des quartiers du centre ville.[style à revoir]

## Cuisiner la poutine
La poutine se consomme en soupe (à peine blanchie), au lait, en beignet, en omelette.
Cependant, le moyen le plus simple pour découvrir toute sa fragrance et sa saveur est de l’apprécier crue avec un filet d’huile d’olive et quelques gouttes de jus de citron.
Les anciens confectionnaient aussi du pissalat avec de la poutine fermentée dans une saumure.

## Galerie

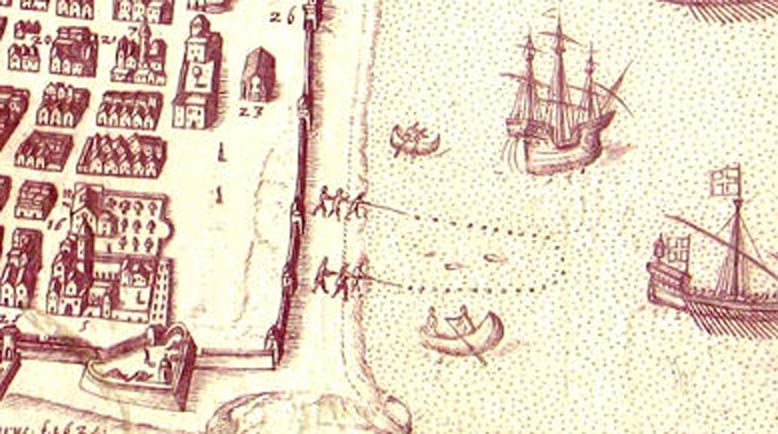
1624 - Pêcheurs tirant les filets devant les murailles de la ville de Nice.
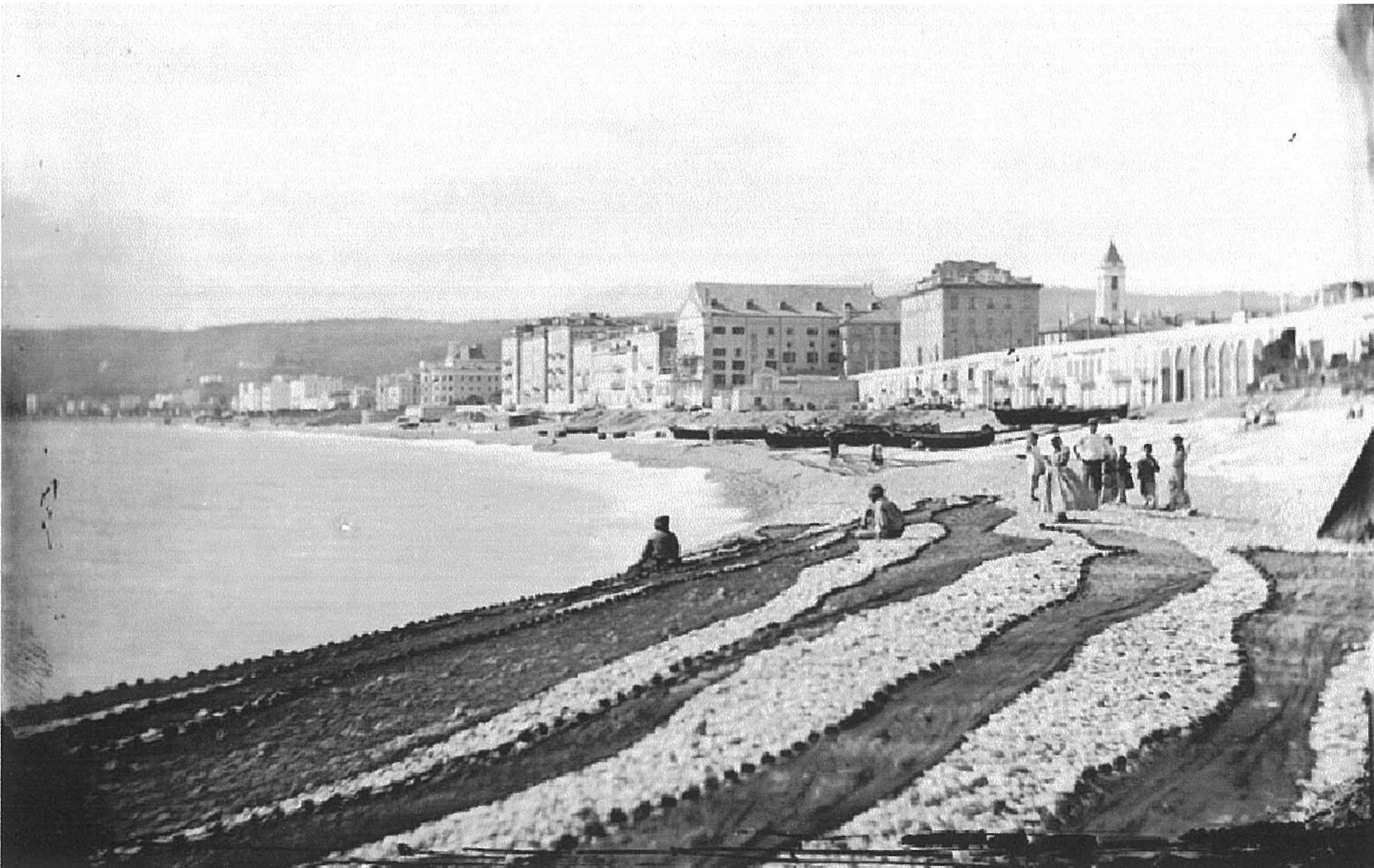
1865 - Filets de pêche étendus sur  la plage des ponchettes à Nice.
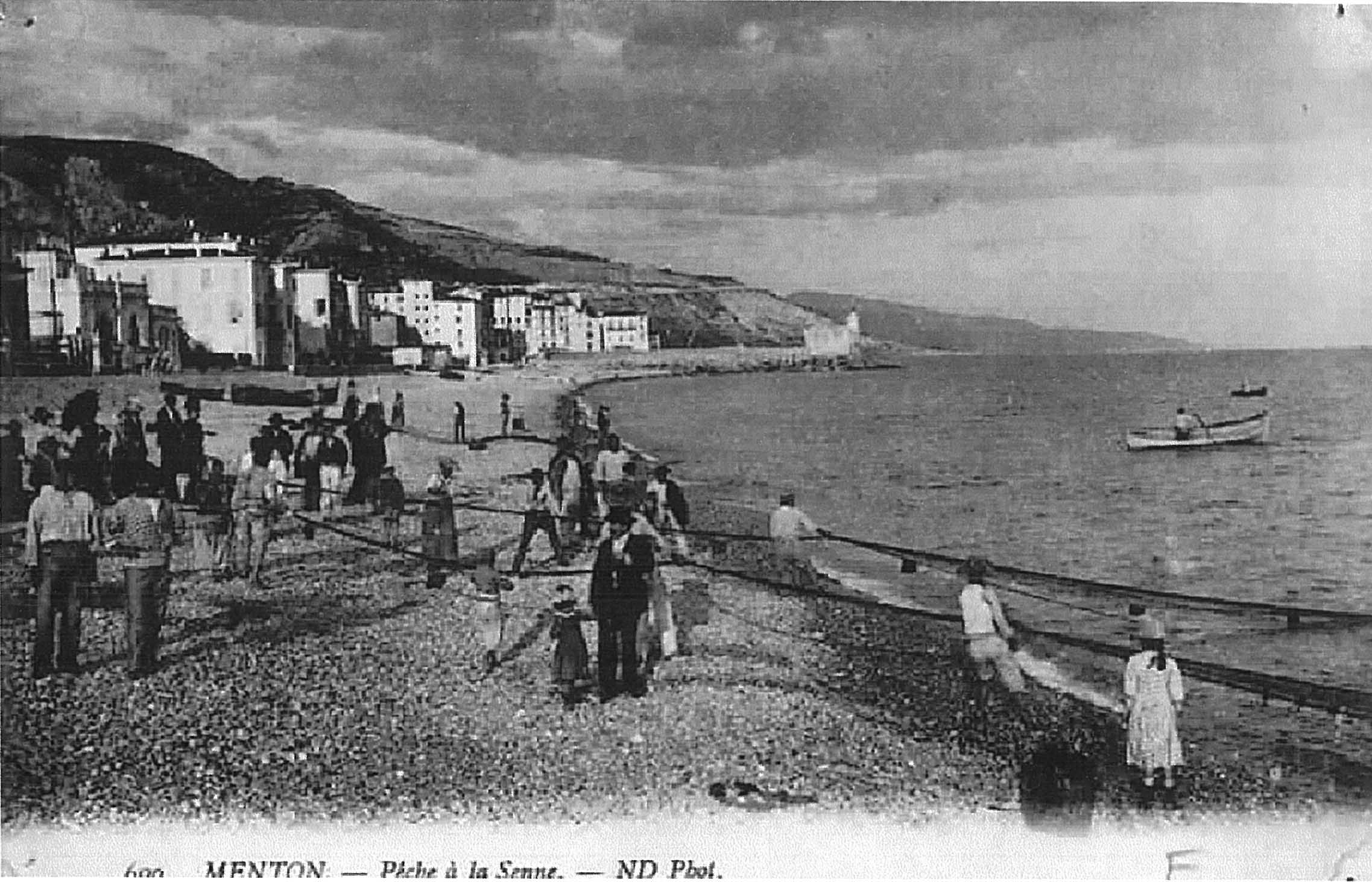
1911 - Halage de filets de senne sur le rivage mentonnais.